# Víctor Manuel Lamas Benavente
Víctor Manuel Lamas Benavente (Concepción, 1862-¿?) fue un abogado, agricultor y político chileno, miembro del Partido Radical (PR). Se desempeñó como ministro de Guerra y Marina durante el gobierno del presidente Germán Riesco entre mayo y octubre de 1902.

## Familia y estudios
Nació en Concepción (Chile), en 1862, hijo del exsenador propietario Víctor Lamas Miranda y Mariana Benavente Carvajal-Vargas. Era hermano del exdiputado Luis Lamas Benavente.
Estudió derecho en la Universidad de Chile y se licenció en leyes, el 13 de agosto de 1883. Sin embargo se dedicó mayoritariamente a las actividades agrícolas; y paralelamente al periodismo, siendo director del diario El Sur de Concepción.
Se casó con Amalia Castro Quiroga, con quien tuvo cinco hijos, entre ellos Amalia, Mariana, Rosa Magdalena e Isabel; esta última casada con el diputado Zenón Manzano Ezquerra.

## Carrera política
Militante del Partido Radical (PR), en las elecciones parlamentarias de 1897, fue elegido como diputado por Itata, por el período legislativo 1897-1900. Durante su gestión integró la Comisión Permanente de Guerra y Marina y fue diputado reemplazante en la Comisión Permanente de Educación y Beneficencia. En las elecciones parlamentarias de 1900, fue reelegido como diputado por Itata, para el período 1900-1903. En esa oportunidad integró la Comisión Permanente de Elecciones.
El 6 de mayo de 1902, fue nombrado como ministro de Guerra y Marina, en la administración del presidente de la República Germán Riesco, cargo que sirvió hasta el 24 de octubre del mismo año.
Entre otras actividades, fue socio y director del Club Concepción, vocal de la Junta de Beneficencia; y uno de los fundadores de la 1ª Compañía de Bomberos de la misma ciudad.